# بادي غيلبرت
بادي غيلبرت (بالإنجليزية: Buddy Gilbert)‏ هو لاعب كرة قاعدة أمريكي، ولد في 26 يوليو 1935 في نوكسفيل في الولايات المتحدة.